# Tralie (verticale staaf)

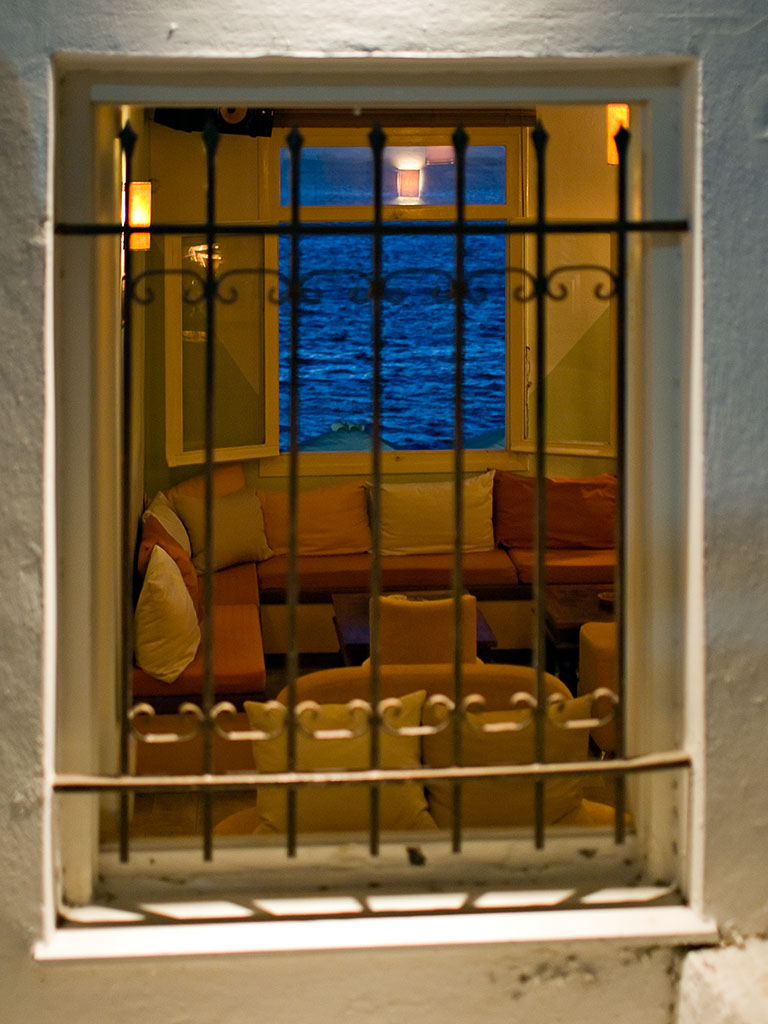
Raam met tralies

Tralies zijn metalen draden of staven om een gat af te dichten en zo uitbreken of inbreken te voorkomen.
Zulke staven, meestal van staal, worden vaak ingemetseld of ingezet in stenen muren. Maar ook kooien voor dieren hebben tralies en bestaan soms geheel uit deze staven. Het doel ervan is uitbreken of inbreken te voorkomen. Afhankelijk van de grootte van de opening of het raam worden één of meer spijlen geplaatst. Meestal dienen ze voor het belemmeren van ontsnappingspogingen. Doordat tralies met blote handen, dus zonder gereedschap, niet kunnen worden bewerkt, werden deze vroeger vaak in gevangenissen gebruikt. Uit de geschiedenis zijn verhalen bekend waarin sprake is van in een gevangenis binnengesmokkelde vijl of zoiets. Daarmee ging de gevangene in onbewaakte ogenblikken of 's nachts de tralies te lijf net zo lang tot hij een opening had gemaakt om door te kunnen ontsnappen.
Traliewerken kunnen verschillende patronen hebben zoals:
- vierkant patroon
- alleen verticale spijlen
- verticale spijlen met een spijl die horizontaal door het midden loopt

Achter de tralies zitten is een uitdrukking om aan te geven dat iemand in de gevangenis zit.